# Camponotus abditus
Camponotus abditus é uma espécie de inseto do gênero Camponotus, pertencente à família Formicidae.